# Silnice II/366
Silnice II/366 je silnice II. třídy, která vede z Mikulče do Prostějova. Prochází obcemi Svitavy, Křenov, Jevíčko, Chornice, Konice a Kostelec na Hané. Měří 80 km. Prochází dvěma kraji a dvěma okresy.

## Vedení silnice

### Pardubický kraj, okres Svitavy
- Mikuleč (křiž. I/35, III/03532)
- Kukle
- Javorník

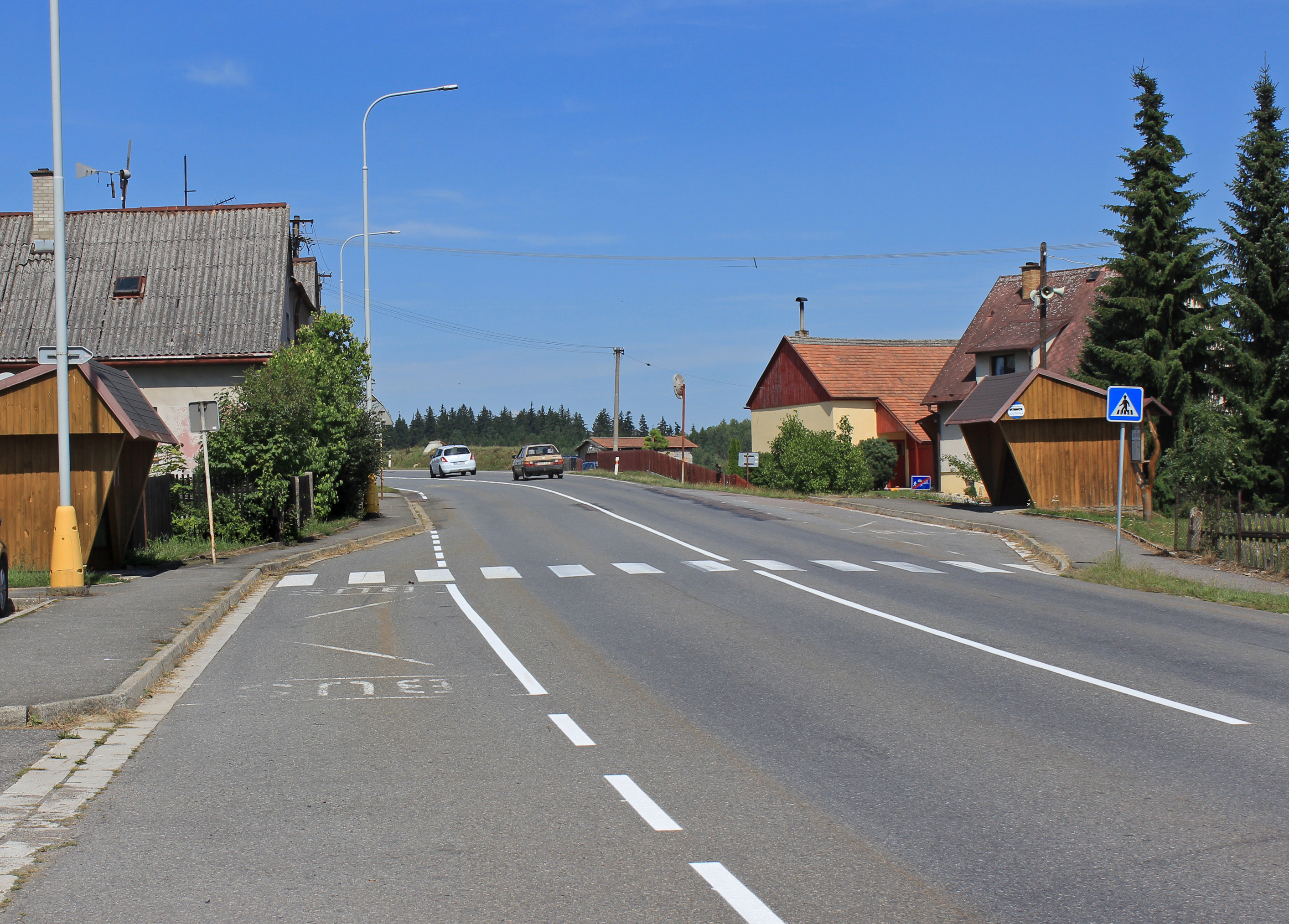
V Javorníku

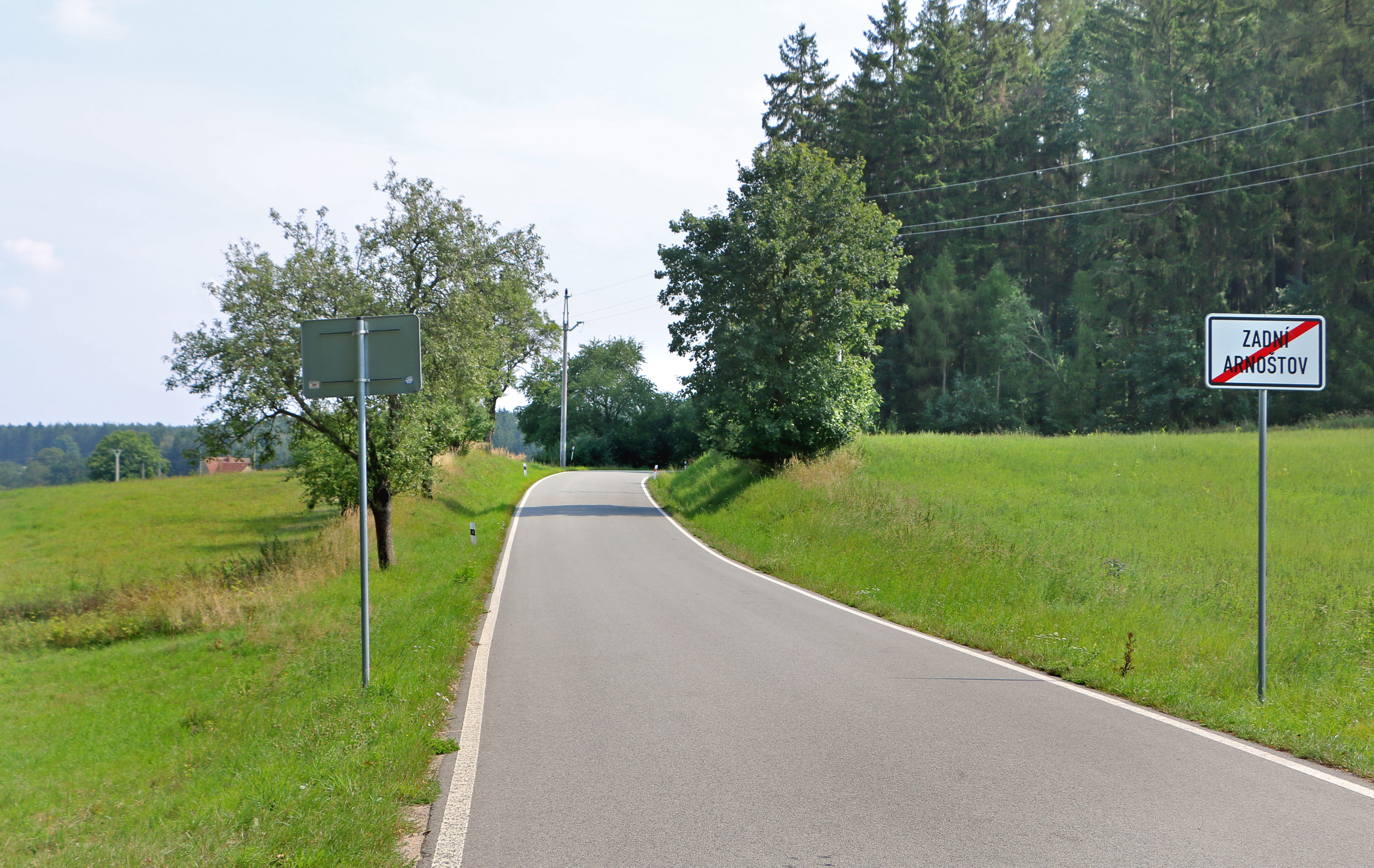
V Zadním Arnoštově

- Svitavy (peáž s I/34, I/43, křiž. I/34)
- Sklené
- Pohledy (křiž. III/3666)
- Křenov (křiž. II/368, III/3667)
- Zadní Arnoštov
- Jevíčko (křiž. II/371, II/372, III/36611)
- Chornice (křiž. II/371, III/3716)
- Nectava (křiž. III/37110, III/37322)

### Olomoucký kraj, okres Prostějov
- Dzbel
- Jesenec (křiž. III/36623)
- Konice (peáž s II/373, křiž. II/373, II/448, III/36620, III/36628)
- Zavadilka
- Štarnov (křiž. III/36629)
- Přemyslovice (křiž. III/36630)
- Hluchov (křiž. III/36631, III/36632)
- Kostelec na Hané (křiž. III/36635, III/37752, III/36636)
- Prostějov (peáž s II/150, křiž. II/150, II/449 ,II/367)